# Kulo Lasi
Le Kulo Lasi ou Kulolasi est un volcan sous-marin de l'océan Pacifique. Il est situé au sud-est de l'île de Futuna (collectivité d'outre-mer de Wallis-et-Futuna), au sein d'un immense domaine volcanique ; son sommet culmine à 1 200 m de profondeur. Volcan majeur, il est constitué d'une caldeira d'un diamètre de 20 km, d'où il tire son nom (en futunien, kulo lasi signifie « grand chaudron »). Il abrite un site hydrothermal profond et de haute température, le seul connu situé dans la Zone Économique Exclusive (ZEE) française. Il a été découvert en 2010 par une équipe de scientifiques français dans une campagne d'exploration des fonds marins de Wallis-et-Futuna. 
Cette zone pourrait abriter des métaux rares, ce qui en fait une zone stratégique pour la France. Le Kulo Lasi est un volcan actif, ce qui signifie que la zone ne peut pas être exploitée. À la suite des missions d'exploration des fonds marins ayant mené à la découverte du volcan en 2010, la population wallisienne et futunienne se montre résolument opposée à toute exploitation des fonds marins, et une méfiance s'installe envers l’État français. Le processus législatif d'exploration et de potentiel minage des fonds autour de Futuna est interrompu en 2013 à la suite de l'opposition des autorités coutumières et de l'Assemblée territoriale, ainsi que par un vide juridique dans le code minier français. 

## Géographie
Le Kulo Lasi est situé dans l'Océan Pacifique sud, à une centaine de kilomètres au sud-est de l'île de Futuna et au nord-ouest de l'île tongienne de Niuafo'ou. Il se trouve au sein de la zone économique exclusive de Wallis-et-Futuna, collectivité d'outre-mer française. 
Le Kulo Lasi mesure 20 kilomètres de diamètre, avec en son centre une caldeira de 5 kilomètres de diamètre. Il mesure à son plus haut point 360 mètres, à 1200 mètres de profondeur. Près de son sommet se trouvent trois cones volcaniques de 150 mètres de haut et deux kilomètres de diamètre.

## Étymologie
Kulo lasi est un nom commun signifiant « grand chaudron » en futunien. Ce volcan doit son nom à la forme de sa caldeira.

## Découverte

### Contexte
L'exploration des fonds marins autour de Futuna et la découverte du Kulo Lasi s'inscrit dans un contexte de « course aux matières premières » depuis les années 2000, qui conduit à explorer les fonds marins afin de trouver et d'exploiter des nodules polymétalliques, des encroûtements cobaltifères, des amas sulfurés, ou des boues sous-marines enrichies en terres rares. 

### Découverte du Kulo Lasi
Le Kulo Lasi a été découvert en 2010 par une équipe de scientifiques français embarquée sur le navire océanographique de l'IFREMER l'Atalante, affrété par l'armateur Genavir. Ce volcan est une des découvertes réalisée dans le cadre de la campagne d'exploration FUTUNA 1 (août-septembre 2010), coordonnée par l'IFREMER et financée par des instituts de recherche (IFREMER et Bureau de recherches géologiques et minières) ainsi que des entreprises minières (Technip, Areva et Eramet). Cette expédition est basée aux Samoa et la population de Wallis-et-Futuna n'a pas été mise au courant de son existence.
Des amas sulfurés ont été repérés autour du Kulo Lasi, mais le volcan étant actif, l'exploitation minière y est impossible,.

### Autres sites
D'autres sites ont été explorés par l'IFREMER : Fatu Kapa (« pierre de cuivre) », une zone d'activité volcanique de 10 km sur 15 km, Utu Uli, ou encore le volcan Tasi Tulo. Aucun d'entre eux n'est exploitable. Au total, une dizaine de sites contenant des minerais rares ont été découverts au sein de la ZEE.
Deux autres campagnes d'exploration ont suivi en 2011 et 2012.

## Conflit autour d'une possible exploitation
En novembre 2013, la société SialeO, filiale d'Eramet, demande au gouvernement français un permis exclusif pour explorer les ressources minières dans la zone économique exclusive de Wallis-et-Futuna. Ce permis est rejeté à cause d'un vide juridique, car la collectivité d'outre-mer ne dispose pas de la compétence minière. Un an plus tard, en septembre 2014, l'Assemblée territoriale des îles Wallis et Futuna se montre défavorable envers un projet de décret minier, ce qui interrompt le processus législatif et industriel d'exploration de la région du Kulo Lasi. Le sujet est très sensible parmi la population wallisienne et futunienne, qui se montre farouchement opposée à toute exploitation des ressources sous-marines de ce qu'elle considère comme son territoire. En 2019, l'Assemblée territoriale préconise un moratoire de 50 ans sur toute exploitation minière sous-marine ; toutefois, ce type de décision ne peut être pris que par l’État, car l'Assemblée territoriale ne détient pas le pouvoir exécutif. 
Dans les années suivant sa découverte, le Kulo Lasi devient, pour la population wallisienne et futunienne, « le symbole d’un patrimoine autochtone en danger, le nom d’une propriété jusqu’alors inconnue, et à présent menacée par les projets miniers de l’État ». Des images et modélisations 3D du volcan, produites par les différentes études scientifiques, sont montrées à la population par les médias locaux ou lors de réunions publiques. Les scientifiques ayant participé aux missions d'exploration sont perçus comme « complices d’un État confiscateur de propriété autochtone ». L'exploitation du Kulo Lasi est impossible à cause de l'activité volcanique et aucune zone exploitable n'a été trouvée par les trois expéditions successives.